# Bolborhachium deceptum
Bolborhachium deceptum är en skalbaggsart som beskrevs av Henry Fuller Howden 1985. Bolborhachium deceptum ingår i släktet Bolborhachium och familjen Bolboceratidae. Inga underarter finns listade.